# Barbara Klawikowska
Barbara Klawikowska z domu Hinz-Okrój (ur. 4 grudnia 1939 w Gdyni) – kaszubska nauczycielka i kaszubska działaczka społeczna i regionalna.
Pochodzi ze Staniszewa koło znanego sanktuarium maryjnego w Sianowie (kaszb. Sjónowò). Absolwentka Liceum Pedagogicznego w Wejherowie, a następnie słuchaczka Uniwersytetu Gdańskiego.

## Praca i działalność kaszubska
Pracowała w Szkole Podstawowej w (na) Jelonku, a od 1969 roku w Szkole Podstawowej w Sierakowicach (budynki, gdzie obecnie mieści się zespół szkół ponadgimnazjalnych). Wychowawczyni licznych pokoleń Kaszubów, których język propagowała także i później, po zakończeniu pracy pedagogicznej i przejściu na emeryturę na początku lat 90. ub. stulecia, w założonym i prowadzonym przez siebie przez kilka pierwszych lat, sierakowickim Kaszubskim Teatrze BINA, który działał od 1991 do 1998 r. (ISSN 1895-1937) przy miejscowym kaszubskim Gminnym Ośrodku Kultury, prowadzonym przez p. Irenę Kulwikowską. Por. m.in. wywiad z jednym z autorów, Aleksym Peplińskim ; czy w polskiej bibliografii literackiej Instytutu Badań Literackich PAN w Warszawie.
Współtwórczyni i autorka tekstów publikowanych w lokalnym miesięczniku "Wiadomości Sierakowickie" (ISSN 1232-0471) istniejącym od 23 lat ; występowała również w programie kaszubskojęzycznym "Rodnô Zemia", emitowanym przez gdański oddział TVP.
Autorka tekstów literackich w językach polskim i głównie kaszubskim. Członek i przewodnicząca licznych jury w konkursach literackich i regionalistycznych. Działaczka Zrzeszenia Kaszubsko-Pomorskiego. Przez okres jednej kadencji, radna gminy Sierakowice, inicjatorka wielu projektów lokalnych w wymiarze kultury i regionalizmu.
Zamężna (w 2013 roku obchodziła 50-lecie pożycia małżeńskiego).